# Kitty Foyle – ung modern kvinna
Kitty Foyle – ung modern kvinna (engelska: Kitty Foyle The Natural History of a Woman) är en amerikansk dramafilm från 1940 i regi av Sam Wood. Dalton Trumbo och Donald Ogden Stewart skrev manus efter romanen Kitty Foyle av Christopher Morley från 1939. I huvudrollerna ses Ginger Rogers, Dennis Morgan, James Craig, Ernest Cossart och Gladys Cooper. 

## Handling
Kitty Foyle är en kvinna med medelklassbakgrund som arbetar som sekreterare hos societetsmannen Wynnewood Statfford VI. Han försöker starta en tidning i Philadelphia under depressionen. De blir förälskade, men han friar inte. Han misslyckas med tidningen och hon börjar istället att arbeta i en affär. Där träffar hon en läkare som blir kär i henne, men då dyker Wyn Stafford och friar. 
Hon gifter sig med honom i New York, men då de far till hans familj i Philadelphia kan de inte acceptera henne och behandlar henne otrevligt. De skiljer sig. Hon upptäcker att hon är gravid, men barnet är dödfött. Wyn gifter om sig med en rik societetsdam. Kitty stöter av en händelse ihop med honom, hans fru och hans son, vilket är svårt för henne eftersom hon fortfarande älskar Wyn. 

## Rollista
- Ginger Rogers - Kitty Foyle
- Dennis Morgan - Wynnewood 'Wyn' Strafford VI
- James Craig - Dr. Mark Eisen
- Eduardo Ciannelli - Giono (som Edward Ciannelli)
- Ernest Cossart - Pop
- Gladys Cooper - Mrs. Strafford
- Odette Myrtil - Delphine Detaille
- Mary Treen - Pat
- K. T. Stevens - Molly (som Katharine Stevens)
- Walter Kingsford - Mr. Kennett
- Cecil Cunningham - Farmor/mormor
- Nella Walker - Tant Jessica
- Edward Fielding - Farbror Edgar
- Kay Linaker - Wyns fru
- Richard Nichols - Wyns pojke

## Om filmen
Katharine Hepburn erbjöds huvudrollen, men tackade nej. Både Rogers och Hepburn var nominerade till en Oscar det året (Hepburn var nominerad för  En skön historia). Den var dock nominerad i ytterligare två kategorier, bland annat i kategorin Bästa film. 
Rogers klädsel blev en egen populär stil, som kallades Kitty Foyle-klänning. Det var en klänning i mörkt tyg med ljus krage och ärmlinningar. 
Eftersom Ginger Rogers främst var känd för sina sång-och-dansnummer i musikaler mot Fred Astaire, blev många överraskade över hennes förmåga att även spela drama. Efter hon belönats med en Oscar för rollen fick hon ett telegram från Astaire bestående av ett enda ord: "Ouch!"